# Giuseppe Arimondi
Giuseppe Edoardo Arimondi (Savigliano, 26 aprile 1846 – Adua, 1º marzo 1896) è stato un generale italiano distintosi nelle campagne coloniali. Vincitore dei mahdisti nella battaglia di Agordat (1893), cadde contro gli abissini nella  battaglia di Adua (1896); fu decorato con la Medaglia d'oro al valor militare alla memoria.

## Biografia

### La carriera militare giovanile
Nacque a Savigliano, in provincia di Cuneo, il 26 aprile 1846, figlio di Pietro Francesco Arimondi e Barbara Appiotti, e frequentò la Regia Accademia Militare di Modena, da cui uscì nel 1865 con il grado di sottotenente, assegnato al Corpo dei Bersaglieri. Un anno dopo, nel 1866 e poi nel 1870 partecipò a due missioni in territorio estero. Nel 1873, con il grado di capitano, frequentò la Scuola di guerra presso lo Stato Maggiore e nel 1874, ottenuto il grado di maggiore, divenne effettivo al Corpo di Stato Maggiore stesso.

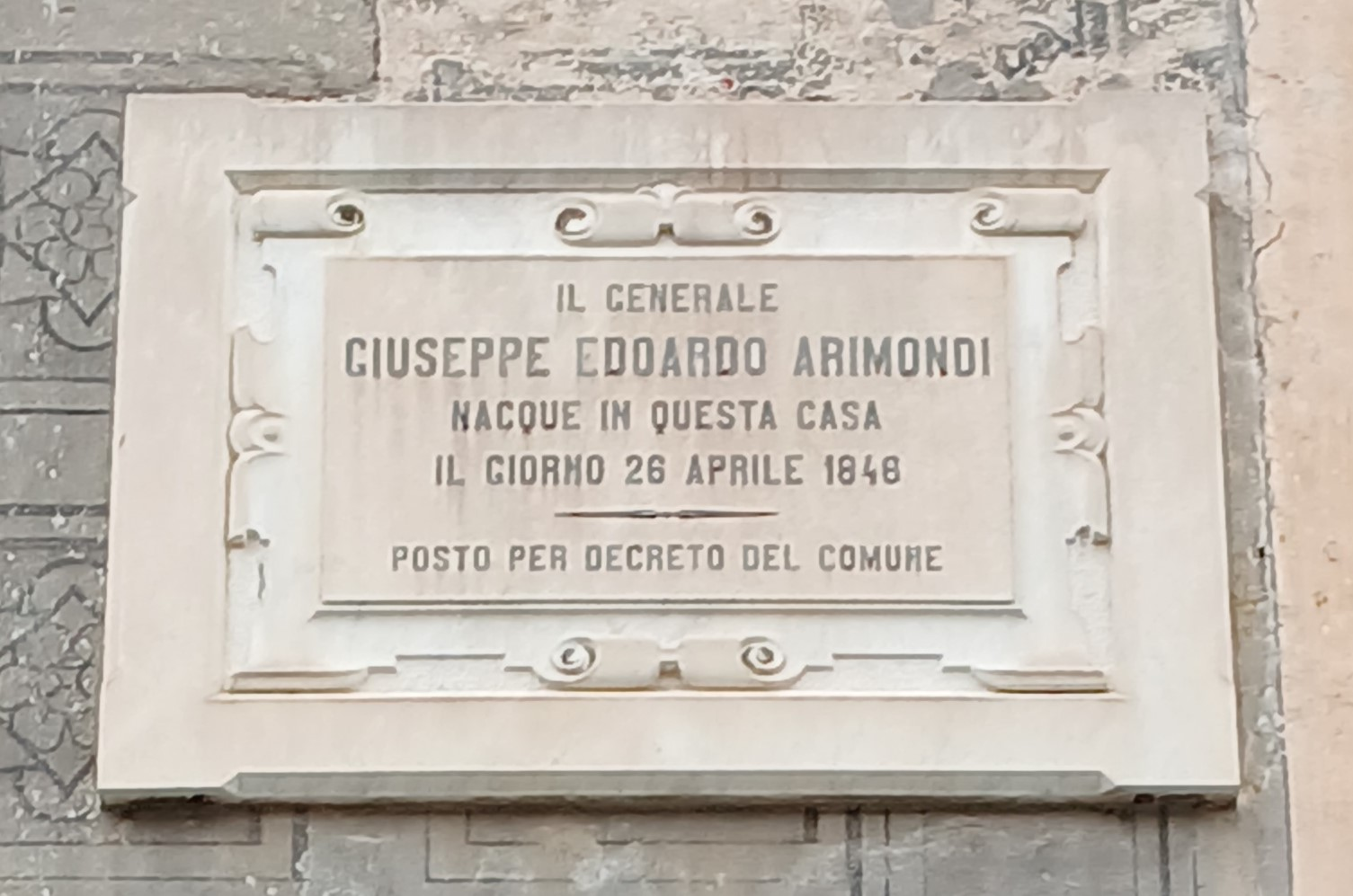
Lapide commemorativa sulla casa natale del generale in piazza Santarosa

### Incarichi militari in Eritrea
Nel 1887 ricevette l'incarico di Addetto al Corpo di Spedizione in Eritrea, sotto il comando del generale Asinari di San Marzano, dove rimase fino al 1890. Nel 1892, in concomitanza alla sua promozione a colonnello, ricevette l'incarico di comandante delle truppe dislocate in Eritrea. Durante il suo periodo di comando in Eritrea si ricordano numerosi combattimenti, ma quello più importante avvenne il 21 dicembre 1893 quando, in un duro scontro nella località di Agordat, sconfisse i Dervisci al comando dell'emiro del Ghedareff, Ahmed Alì, bloccandogli così l'avanzata verso Massaua. Lo scontro vinto contro i Dervisci gli valse la promozione al grado di maggiore generale per merito di guerra.
Nel 1894 divenne stretto collaboratore del governatore della colonia eritrea, il generale Oreste Baratieri, e partecipò alla conquista di Cassala e alle battaglie di Coatit e Senafè. Arimondi si trovò presto in contrasto con il governatore, che non condivideva il suo modus operandi, in quanto la tattica di guerra del generale Arimondi era molto improntata sull'offensiva e sulla sorpresa. Egli propose di attaccare il prima possibile le truppe eritree che si stavano accentrando verso il Tigrè su ordine dell'imperatore Menelik II, per disorganizzarle e non permettere loro di costituire un fronte di attacco. Il governatore, non condividendo questa tattica, non avallò la missione e, per risposta, Arimondi richiese per ben due volte il rimpatrio immediato, rifiutato però dal governo e dal governatore stesso.

### La guerra in Abissinia

#### Fasi iniziali
Il 12 gennaio 1895 sulle alture di Coatit le truppe italiane, comandate dal generale Baratieri, si scontrarono con quelle del ras Mangascià e, dopo un aspro combattimento durato due giorni, i resti dell'esercito nemico vennero decimati dal nutrito cannoneggiamento degli italiani. Nei mesi successivi Baratieri avanzò con decisione nel Tigrai, occupando Adigrat (23 marzo), Adua (3 aprile) e poi Axum, la città santa con i suoi obelischi, Macallè e tutto il territorio dell'Agamè. Nell'autunno tutta la regione del Tigrai poteva dirsi occupata e Baratieri poté così ritornare a Massaua. Tuttavia, trascorse poche settimane, fu lo stesso negus Menelik II a mettersi sul piede di guerra, denunciando l'indebita occupazione italiana del Tigrai, territorio che il Trattato di Uccialli assegnava all'Etiopia.
Fatte ingenti provviste di viveri, bestiame, armi e munizioni, Menelik II mise insieme una forza immensa per marciare contro la colonna italiana. Nella primavera del 1895 il suo esercito era pronto, ma l'avanzata venne rimandata all'autunno, quando sarebbe terminata la stagione delle grandi piogge. Ai primi di dicembre l'esercito abissino, forte di 100 000 uomini, si trovava diviso in due tronconi: uno a nord del lago Ascianghi al comando del ras Maconnen (30 000 uomini) e uno a sud al comando dello stesso Negus (70 000 uomini). Le forze italiane, enormemente inferiori, erano anch'esse suddivise in due contingenti: 5 000 uomini erano di stanza ad Adigrat ed altrettanti a Macallè, guidate dal generale Arimondi.

#### Battaglia dell'Amba Alagi
Ai primi di dicembre Arimondi avrebbe voluto avanzare da Macallè in sostegno del maggiore Pietro Toselli, che si trovava isolato con il suo battaglione (IV Battaglione) sull'altipiano dell'Amba Alagi nella posizione più avanzata e che per primo, perciò, sarebbe giunto a contatto col nemico. Tuttavia il governatore Baratieri telegrafò che fosse mantenuto il presidio su Macallè e vietò al generale Arimondi di muoversi, permettendo agli abissini un facile eccidio nei confronti dei circa 2 000 soldati ai comandi del maggiore Toselli, che morirono tutti eroicamente il 7 dicembre. Arimondi, che era avanzato sino ad Aderà, a 20 km dall'Amba Alagi, non poté fare altro che raccogliere i pochi superstiti per ripiegare su Adigrat, lasciando nel forte di Macallè il tenente colonnello Giuseppe Galliano con 1 300 uomini.

#### Assedio di Macallé e fasi seguenti
L'esercito del Negus iniziò l'assedio del forte di Macallé che gli italiani, pur rimasti privi delle sorgenti d'acqua, difesero da ogni assalto, tanto che il nemico dovette infine accontentarsi di attenderne la capitolazione per sete. Contemporaneamente all'assedio procedevano le trattative di pace, che culminarono il 17 gennaio 1896, quando Menelik II offrì la cessazione delle ostilità chiedendo come contropartita la cancellazione del Trattato di Uccialli. In cambio egli prometteva di liberare dall'assedio gli italiani rinchiusi nel forte di Macallé. Ma il governo italiano, pur esigendo la liberazione degli assediati di Macallé, rimase fermo nella richiesta del rinnovo del Trattato di Uccialli, così che non fu possibile raggiungere alcun accordo. Frattanto l'esercito abissino, per aggirare le truppe italiane, si diresse verso Adua.
Menelik II, tuttavia, non attaccava con decisione, non abbandonando ancora la speranza di accordarsi pacificamente. Ma nessun accomodamento era possibile finché Baratieri insisteva, come ordinatogli da Roma, per il riconoscimento del Trattato di Uccialli e del protettorato sull'Etiopia. Tuttavia negli ultimi giorni di febbraio, per l'esercito italiano le vettovaglie erano talmente ridotte da non poter bastare che per pochi giorni ancora. S'imponeva perciò la necessità di ritirarsi oppure di tentare, con un'avanzata su Adua, di aprirsi la via più breve di rifornimento per i magazzini di Adi Ugri e di Asmara. Baratieri era più favorevole alla ritirata ma, sentito nella sera tra il 28 e 29 febbraio il parere degli altri generali che all'unanimità propendevano per l'attacco, decise infine di affrontare il nemico coi suoi 15 000 uomini contro gli oltre 120 000 di Menelik II.

### La battaglia di Adua

#### Casus belli e strategia
Nella notte tra il 29 febbraio e il 1º marzo il generale Baratieri decise, dunque, di avanzare dalla ben difesa posizione di Saurià. L'idea era quella di attirare l'esercito di Menelik, o almeno la sua retroguardia, in uno strenuo combattimento che l'avrebbe visto inevitabilmente capitolare. Fu indotto a compiere questa manovra rischiosa, pur di ingaggiare battaglia, a seguito del telegramma che il capo del governo, Francesco Crispi, gli aveva inviato in data 25 febbraio: «Cotesta è una tisi militare, non una guerra». Alle ore 21:00 del 29 febbraio l'esercito si mosse su tre colonne: alla destra marciava la colonna guidata dal generale Vittorio Dabormida (2 500 uomini), al centro quella del generale Arimondi (2 500 uomini anch'essa) e alla sinistra quella del generale Matteo Albertone (4 000 uomini).

#### Fallimento del piano Baratieri
Nelle intenzioni del comandante, l'arrivo delle teste di colonna sulle posizioni prestabilite sarebbe dovuto avvenire in contemporanea alle ore 5:00 del primo marzo ma, a causa di molteplici disguidi e di un difetto di collegamento, le cose andarono molto diversamente. Durante l'avvicinamento si verificò l'incrocio della brigata di Albertone con quella centrale di Arimondi, che dovette arrestarsi per lasciarla sfilare. La brigata di Albertone accelerò poi la marcia, giungendo in anticipo (ore 3:00) alla località prestabilita da Baratieri per la sosta. Tuttavia il generale Albertone, anziché arrestarsi, decise inspiegabilmente di riprendere l'avanzata.
Seguendo le indicazioni di alcune guide locali e senza assicurarsi del collegamento con le colonne di destra, Albertone avanzò per raggiungere quello che a torto credeva costituisse il suo obiettivo, distanziandosi in tal modo enormemente dal resto dello schieramento. L'equivoco nasceva da un errore presente nello schizzo messo a punto da Baratieri, nel quale il colle Enda Chidane Meret, il punto dove dovevano convergere le truppe di Albertone, si trovava nella realtà molti chilometri più a sud-ovest del sito indicato con tale nome nella cartina. Finalmente, alle ore 5:30, la colonna di Albertone raggiunse il colle Enda Chidane Meret, ma tuttavia l'avvistamento della colonna italiana avvenne immediatamente da parte degli abissini ed ebbe l'effetto di mettere in allarme l'intero campo che si trovava poco lontano.

#### Sconfitta del generale Albertone
Subito gli abissini investirono Albertone: dopo oltre un'ora di valoroso combattimento il battaglione Turitto, avanguardia di Albertone, decimato, fu costretto a ripiegare sul grosso dell'esercito, che a sua volta si vide attaccato frontalmente e sul fianco sinistro da 30 000 uomini che cercavano di impedirgli la ritirata. Poco prima delle ore 7:00 Albertone, preoccupato, stilò un messaggio per il generale Baratieri, chiedendogli di intervenire. Questi, intuendo l'accaduto, ordinò alla brigata guidata da Dabormida di procedere verso sud-ovest per andare a sostenere quella di Albertone ed alla brigata di Arimondi di piegare anch'essa verso sinistra in direzione del Monte Rajo. Il generale Dabormida, nel tentativo di alleggerire la pressione su Albertone, spinse la sua brigata nel profondo vallone di Mariam Sciauitù, dove però andò a urtare contro forze nemiche molto superiori.
Alle 10:30 la brigata Dabormida, che aveva cercato vanamente di soccorrere Albertone, era a sua volta tagliata fuori dall'esercito abissino. Di fatto la battaglia si era ormai scissa in tre scontri separati e indipendenti l'uno dall'altro: al colle Enda Chidane Meret combattevano gli uomini di Albertone, sul Monte Rajo quelli di Arimondi, che cercavano strenuamente di resistere, e infine nel vallone di Mariam Sciauitù quelli guidati da Dabormida. In tutte e tre le posizioni il nemico godeva di una schiacciante superiorità numerica e le colonne italiane, troppo lontane tra loro, non erano in grado di prestarsi reciprocamente alcun aiuto. Alle 10:00, caduti tutti gli ufficiali e perduta l'artiglieria, i pochi superstiti della brigata Albertone furono costretti a ritirarsi in disordine, finché alle 11:00 la brigata fu completamente annientata.

#### Fine della brigata di Arimondi
Il contingente che l'aveva vinta si rivolse verso la brigata Arimondi, che si trovò a dover sopportare un duplice sforzo, mentre un altro troncone riusciva a incunearsi tra le truppe di Arimondi, le uniche che ancora combattevano con efficienza, e quelle di Dabormida. I soldati di Arimondi, arroccati sul Monte Rajo, erano tuttavia in una postazione precaria. Pur consapevoli di questo, manifestando sommo spirito di sacrificio e profondo senso del dovere, attesero sulle proprie posizioni l'arrivo di nemici immensamente superiori in numero e che vedevano scomparire allo sguardo per poi riapparire sempre più vicini ogni volta che ascendevano gli avvallamenti della zona. Le truppe abissine investirono la brigata dell'esercito invasore da ogni parte, spezzandone la resistenza, che fu strenua e tenace, finché in un paio di ore lo stesso Arimondi trovò la morte, l'intera artiglieria fu perduta ed i pochi superstiti cercarono disordinatamente una via di fuga.
La brigata Dabormida, ultima a resistere nel vallone di Mariam Sciauitù, era intanto riuscita a respingere un primo assalto nemico. Ma appena Dabormida inviò notizia di questo iniziale successo al comandante Baratieri, irruppero alle sue spalle gli abissini, che avevano appena prima dissolto la colonna di Arimondi sul Monte Rajo. I soldati di Dabormida resistettero per più di un'ora con estremo coraggio, finché il generale, senza notizie di quanto avvenisse nel resto del campo di battaglia e vistosi minacciato di accerchiamento, ordinò la ritirata. Era però troppo tardi perché lo sganciamento dal nemico potesse compiersi con ordine, tanto più che Baratieri non aveva dato alcuna disposizione per le linee di ripiegamento, e così anche lo stesso generale Dabormida perì sul campo.
Nel primo pomeriggio ancora numerosi gruppi di truppe allo sbando combattevano disperatamente, asserragliati sulle cime dei monti della zona e completamente circondati dal nemico. Sul campo rimasero 6 600 uomini, di cui 262 ufficiali, tra italiani e àscari, 5 000 feriti e 1 700 prigionieri. Molto alte furono anche le perdite degli abissini, a dimostrazione del valore con cui combatterono le truppe italiane e indigene in quella circostanza, nonostante l'inferiorità numerica e i gravi errori tattici dei comandanti. Al generale Giuseppe Arimondi fu conferita postuma la medaglia d'oro al valor militare.

## La rivalità con Baratieri
Nel febbraio del 1896 i contrasti tra il governatore Baratieri ed il generale Arimondi erano evidenti e palesi a tutti. Il generale Arimondi, forse perché gli era stato tolto il comando della Brigata Indigeni, la più ambita, per affidarlo al generale Matteo Albertone, non perdeva occasione per criticare anche aspramente l'operato del generale Baratieri, arrivando perfino a definire le continue ricognizioni armate che il suo comandante in capo ordinava per controllare il nemico "l'onanismo dell'arte militare".
In tale ambito, gli ufficiali più giovani, desiderosi di vendicare lo smacco dell'Amba Alagi, erano naturalmente inclini a condividere la linea di pensiero del generale Arimondi, unanimemente riconosciuto ed apprezzato quale l'eroe di Agordat, piuttosto che le attese di Baratieri giudicate troppo prudenti. L'insieme di circostanze determinò, inevitabilmente, un clima davvero pesante nello Stato Maggiore della colonia.

## Arimondi e Savigliano
Nel 1899 la città di Savigliano inaugurò in suo ricordo un grandioso monumento, opera di Annibale Galateri, posto in piazza del Popolo. Inoltre gli è stata intitolata una piazza e il Liceo Classico-Scientifico.
Nel 1913 il Museo Civico “A.Olmo” di Savigliano provvide a raccogliere presso i familiari del generale oggetti personali, quali la divisa coloniale, fotografie, medaglie, documenti ed anche i suoi cimeli di guerra, quali scudi, frustini, armi abissine. Molti di questi reperti dal 2007 sono esposti nella saletta tematica “Militaria”.
Nel 1996 alcuni suoi pronipoti hanno destinato al Museo il suo epistolario, comprendente 232 lettere (riguardanti il periodo 1892-1896) e documenti originali.